# Victor Harrouard de Richemont
Pour les articles homonymes, voir Richemont.
Victor Harrouard de Richemont est un homme politique français né le 20 juillet 1793 à Vincy-Manœuvre (Seine-et-Marne) et décédé le 24 décembre 1839 , dans la même ville.

## Carrière politique
Propriétaire cultivateur, il est député de Seine-et-Marne de 1834 à 1837, siégeant dans le tiers-parti.

## En savoir plus